# Haplophyllum alberti-regelii
Haplophyllum alberti-regelii är en vinruteväxtart som beskrevs av Korov.. Haplophyllum alberti-regelii ingår i släktet Haplophyllum och familjen vinruteväxter. Inga underarter finns listade i Catalogue of Life.